# Verzweigung Augst
De Verzweigung Augst is een knooppunt in Zwitserland. Op dit knooppunt bij de stad Augst sluiten de A2 en de A3 aan op de A2/A3.

## Configuratie
Het knooppunt is een half-sterknooppunt.

## Bijzonderheid
De A2 heeft op het knooppunt een totso.